# جراحة السكك الحديدة

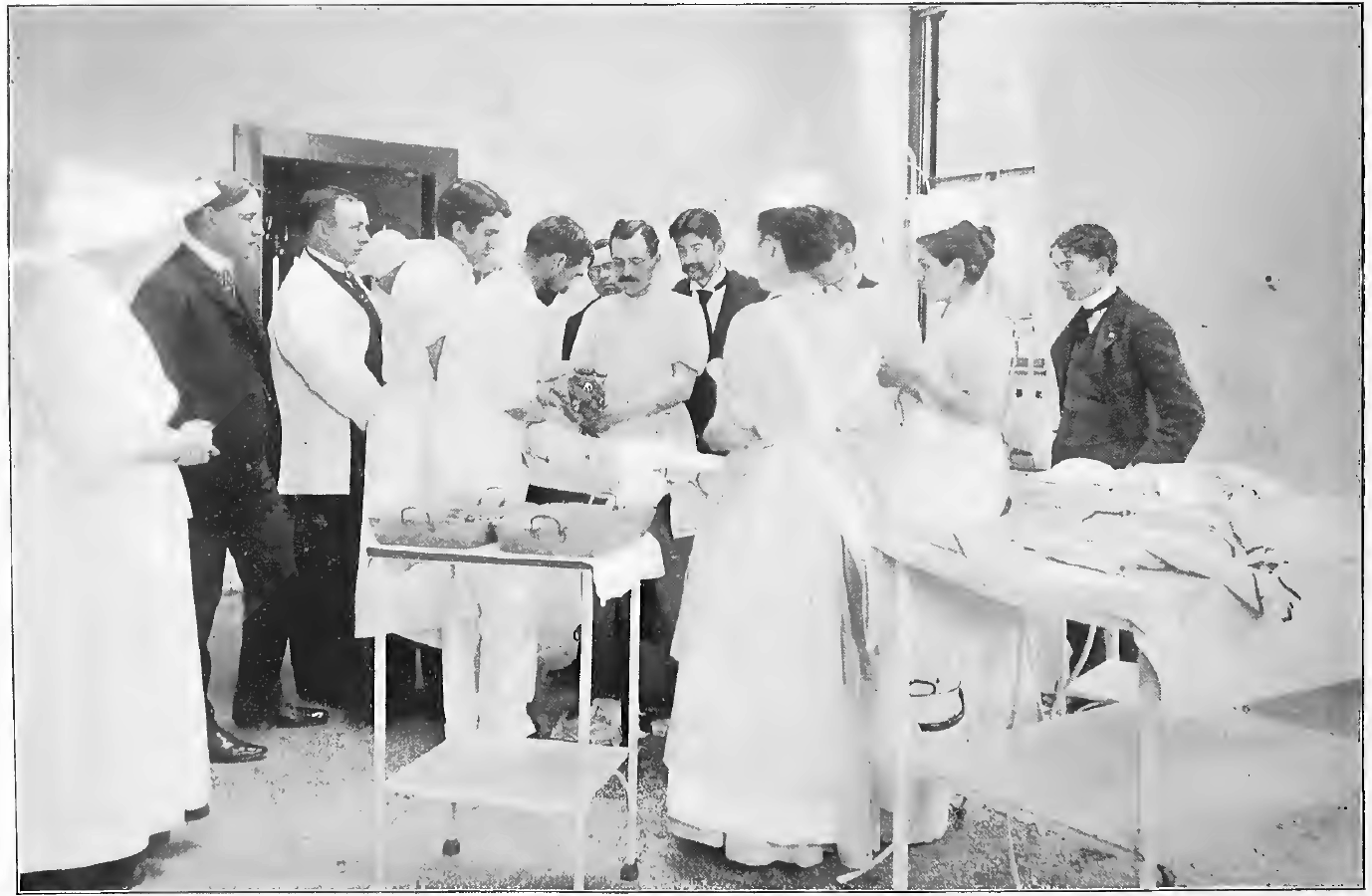
قطع فخذ بواسطة فريق جراحة سكك حديدية حوالي عام 1898

جراحة السكك الحديدية هي نوع من الممارسات الطبية التي ازدهرت في القرن التاسع عشر ومطلع القرن العشرين، حيث يعني بالمتطلبات الطبية لشركات السكك الحديدية، وبحسب البلد فقد شملت تلك المتطلبات بعضاً أو كلاً من الطب العام لمعالجة الطاقم وجراحة الحوادث الناجمة من السكك الحديدية وكذلك الصحة والسلامة المهنية والأنشطة الطبية القانونية التي تتعلق بمطالبات التعويض ضد الشركة والاختبارات المهنية.
جراحة السكك الحديدية تطورت بشكل خاص في الولايات المتحدة حيث كان لها منظمات مهنية رسمية ومجلات علمية. أحد أسباب ذلك هو أن السكك الحديدية في الولايات المتحدة كانت تملك عدد إصابات مرتفع من الحوادث وكذلك عدد أكبر من من اصابات العمال بسبب حوادث العمل. السبب الآخر هو أن العديد من السكك في  الولايات المتحدة تمر عبر مناطق ذات بنية تحتية طبية قليلة أو غير متوفرة من الأساس. أما في أوروبا فقد كانت السكك الحديدية أكثر أمنا والبنية التحتية أفضل. واجبات جراحي السكك الحديدية كانت غالباً تعنى باللتحقيق في الحوادث والمطالبات الناتجة عن الركاب. في الهند واجهت السكك الحديدية أيضا نقصاً في البنى التحتية الطبية المتوفرة مثل الولايات المتحدة واحتاجوا لبنائها من الصفر. لاتزال السكك الحديدية الهندية إلى هذا اليوم محافظة على شبكة من المستشفيات.
فقدت جراحة السكك الحديدة بحلول منتصف القرن العشرين هويتها المنفصلة، وبسبب نمو الصناعات الأخرى وتطور السلامة في السكك الحديدية لم تعد السكك الحديدية السبب الرئيسي للإصابات. وبالمثل فإن الطب الصناعي والصحة والسلامة بشكل عام صارت مصدر اهتمام جميع القطاعات، وبالتالي لم يعد هناك حاجة إلى  فرع طبي مخصص لقطاع صناعي معين بشكل خاص.

## المهام
تمثلت المهام الأساسية لجراحي السكك الحديدية في التعامل السريع مع الإصابات الكثيرة لمنسوبي السكك الحديدية وكذلك المسافرين من خلالها، الدفاع عن شركتهم في القضايا المرفوعة ضدها، فضلا عن إجراء الفحوصات الطبية للعاملين بالسكك الحديدية والمتقدمين للعمل بها
اهتم جراحو السكك الحديدية للغاية بتقديم مهنتهم على أنها تخصص طبي قائم بذاته وله مشاكله الخاصة، وأبرز مثال على ذلك أن الكتاب المرجعي المسمى جراحة السكك الحديدية أفرد فصلا كاملا للتأكيد على أن الإصابات الناتجة عن الإصطدام بجسم ثقيل متحرك، هذه الإصابات لا توجد في الصناعات الأخرىلم يتقاض جراحو السكك الحديدية أجورا جيدة، ففي حين كان الجراح أو استشاري الجراحة يتقاضى راتبا مجزيا لم يكن الحال كذلك بالنسبة للأطباء العاملين على الخطوط. 

### جراح الإصطدامات
كانت إصابات السكك الحديدية في القرن التاسع عشر شائعة وكانت تخلف وراءها العديد من الوفيات والإصابات. وزاد عدد الإصابات بتقدم السنين، ففي الولايات المتحدة على سبيل المثال حدثت وفاة واحدة في العام 1831، لكن بحلول العام 1853 حدثت 234 حالة وفاة، وهو العام الذي وقعت فيه 11 حادثة اصطدام كبرى. وفي عام 1890 وصل عدد الوفيات 6335 والإصابات 35362 وفي عام 1907 وصلت الوفيات رقما قياسيا إذ ناهزت 12000 حالة وفاة. 

### الصحة والسلامة
كانت شركات السكك الحديدية رائدة في مجالي طب الصناعات والصحة المهنية؛ إذ كانت أولى الشركات التي تفحص المتقدمين للعمل بها، وعاد الدافع وراء ذلك جزئيا إلى منع القضايا الزائفة التي تقام ضد الشركات اعتمادا على أمراض كانت موجودة بالفعل بالعاملين بها قبل التحاقهم بالعمل بتلك الشركات. كانت شركتا سكك حديد أوهايو وبالتيمور أول شركتين تفعلان ذلك عام 1884، وتميز الفحص الطبي بهما بالدقة الشديدة حتى أنهما رفضتا 7% من المتقدمين للعمل بهما. وقد أخضع جميع العاملين بمعظم شركات السكك الحديدية بالولايات المتحدة لاختبار العمى اللوني خلال عقد 1880 بسبب الحاجة إلى تمييز علامات السكك الحديدية الملونة، كما تم إدخال اختبارات السمع.

## نظرة عالمية
شهدت جراحة السكك الحديدية تطورا ملحوظا في الولايات المتحدة خلال القرن التاسع عشر وبدايات القرن العشرين

## الولايات المتحدة
بدأ إنشاء السكك الحديدية بالولايات المتحدة عام 1826 وصار مميزا عأم 1840.

## بريطانيا العظمى
تم إفتتاح أول خط سكك حديدية يربط بين مدينتين في العالم عام 1830 وكان بين مدينتي ليفربول ومانشستر. 

## الهند
بدأ إنشاء السكك الحديدية بالهند عام 1853 أثناء فترة وقوعها تحت الإحتلال البريطاني وربط أول خط تم إنشاؤه بين مدينتي مومباي وثين. 

## مستشفى القطار
بدأ تشغيل مستشفى القطار منذ بدايات إنشاء السكك الحديدية، لكن فعاليته ظهرت أثناء الحروب، وعلى الأخص خلال حرب القرم عام 1855. 

## الصحف والمنظمات
بدأت مجتمعات جراحي السكك الحديدية في الظهور بدءا من عام 1880.

## شخصيات بارزة
أندرو سيكستون جراي (1907-1826)

## ببليوجرافيا
- Aldrich, Mark, "Train wrecks to typhoid fever: the development of railroad medicine organizations, 1850 to World War I", Bulletin of the History of Medicine, vol. 75, no. 2, pp. 254–289, Summer 2001.
- Aldrich, Mark, Death Rode the Rails: American Railroad Accidents and Safety, 1828–1965, Johns Hopkins University Press, 2006 (ردمك 0801882362).